# Alpiner Skiweltcup 1976/77
Die Saison 1976/77 des von der FIS veranstalteten Alpinen Skiweltcups begann am 9. Dezember 1976 in Val-d’Isère und endete am 28. März 1977 in der Sierra Nevada. Bei den Männern wurden 30 Rennen ausgetragen (je 10 Abfahrten, Riesenslaloms und Slaloms). Bei den Frauen waren es 24 Rennen (je 8 Abfahrten, Riesenslaloms und Slaloms). Dazu kamen je 3 Kombinationswertungen. Zum Saisonabschluss fand zusätzlich je ein Parallel-Slalom der Damen und der Herren statt, die nur für den Nationencup zählten.
Diese Saison war ein Zwischenjahr ohne Weltmeisterschaften oder Olympische Winterspiele.

## Weltcupwertungen

### Gesamt
| Rang | Name             | Punkte |
| ---- | ---------------- | ------ |
| 01.  | Ingemar Stenmark | 339    |
| 02.  | Klaus Heidegger  | 250    |
| 03.  | Franz Klammer    | 203    |
| 04.  | Piero Gros       | 165    |
| 05.  | Bernhard Russi   | 148    |
| 06.  | Gustav Thöni     | 145    |
| 07.  | Heini Hemmi      | 133    |
| 08.  | Josef Walcher    | 115    |
| 09.  | Phil Mahre       | 100    |
| 10.  | Paul Frommelt    | 099    |
| 11.  | Sepp Ferstl      | 097    |
| 12.  | Franco Bieler    | 092    |
| 13.  | Walter Tresch    | 089    |
| 14.  | Hans Hinterseer  | 082    |
| 15.  | Christian Hemmi  | 069    |
| 16.  | Ernst Winkler    | 066    |
| 17.  | Fausto Radici    | 060    |
| 18.  | Herbert Plank    | 058    |
| 19.  | Willi Frommelt   | 052    |
| 20.  | Werner Grissmann | 048    |
| 21.  | Andreas Wenzel   | 042    |

| Rang | Name                 | Punkte |
| ---- | -------------------- | ------ |
| 22.  | Bruno Nockler        | 40     |
| 23.  | Peter Fischer        | 39     |
| 24.  | Peter Müller         | 37     |
| 24.  | Peter Wirnsberger    | 37     |
| 26.  | René Berthod         | 35     |
| 27.  | Anton Steiner        | 33     |
| 28.  | Manfred Brunner      | 32     |
| 28.  | Christian Neureuther | 32     |
| 28.  | Michael Veith        | 32     |
| 31.  | Leonhard Stock       | 31     |
| 32.  | Bartl Gensbichler    | 29     |
| 33.  | Erwin Josi           | 27     |
| 33.  | Alois Morgenstern    | 27     |
| 35.  | Hans Enn             | 26     |
| 36.  | Peter Lüscher        | 24     |
| 37.  | Uli Spieß            | 22     |
| 38.  | Miloslav Sochor      | 21     |
| 39.  | Cary Adgate          | 19     |
| 39.  | Erik Håker           | 19     |
| 39.  | Torsten Jakobsson    | 19     |

| Rang | Name               | Punkte |
| ---- | ------------------ | ------ |
| 42.  | Ernst Good         | 16     |
| 43.  | Bojan Križaj       | 15     |
| 43.  | Steve Mahre        | 15     |
| 43.  | Engelhard Pargätzi | 15     |
| 46.  | Karl Anderson      | 06     |
| 46.  | Martin Berthod     | 06     |
| 46.  | Stig Strand        | 06     |
| 49.  | Paolo De Chiesa    | 05     |
| 50.  | Toshihiro Kaiwa    | 04     |
| 51.  | David Griff        | 03     |
| 51.  | Dave Murray        | 03     |
| 51.  | Bohumír Zeman      | 03     |
| 54.  | Ron Biedermann     | 02     |
| 54.  | Ivano Corvi        | 02     |
| 54.  | Greg Jones         | 02     |
| 54.  | Odd Sorli          | 02     |
| 58.  | Jean-Luc Fournier  | 01     |
| 58.  | Alain Navillod     | 01     |
| 58.  | Petar Popangelow   | 01     |
| 58.  | Ken Read           | 01     |

| Rang | Name                  | Punkte |
| ---- | --------------------- | ------ |
| 01.  | Lise-Marie Morerod    | 319    |
| 02.  | Annemarie Moser-Pröll | 246    |
| 03.  | Monika Kaserer        | 196    |
| 04.  | Brigitte Totschnig    | 186    |
| 05.  | Hanni Wenzel          | 150    |
| 06.  | Marie-Theres Nadig    | 133    |
| 07.  | Perrine Pelen         | 132    |
| 08.  | Claudia Giordani      | 121    |
| 09.  | Fabienne Serrat       | 085    |
| 10.  | Bernadette Zurbriggen | 078    |
| 11.  | Evi Mittermaier       | 077    |
| 12.  | Regina Sackl          | 074    |
| 13.  | Kathy Kreiner         | 065    |
| 14.  | Nicola Spieß          | 061    |
| 15.  | Lea Sölkner           | 59     |
| 16.  | Patricia Emonet       | 53     |
| 17.  | Abigail Fisher        | 51     |
| 18.  | Irene Epple           | 49     |
| 19.  | Pamela Behr           | 41     |
| 19.  | Cindy Nelson          | 41     |
| 21.  | Christa Zechmeister   | 40     |

| Rang | Name                      | Punkte |
| ---- | ------------------------- | ------ |
| 22.  | Elena Matous              | 39     |
| 23.  | Danièle Debernard         | 37     |
| 24.  | Ingrid Eberle             | 35     |
| 25.  | Becky Dorsey              | 31     |
| 26.  | Brigitte Kerscher-Schroll | 28     |
| 27.  | Viki Fleckenstein         | 16     |
| 28.  | Doris De Agostini         | 15     |
| 28.  | Ursula Konzett            | 15     |
| 30.  | Martina Ellmer            | 11     |
| 31.  | Monika Berwein            | 07     |
| 32.  | Elfi Deufl                | 06     |
| 33.  | Maria Epple               | 05     |
| 33.  | Susie Patterson           | 05     |
| 35.  | Christin Cooper           | 04     |
| 35.  | Jamie Kurlander           | 04     |
| 35.  | Marlies Oberholzer        | 04     |
| 35.  | Mary Seaton               | 04     |
| 39.  | Marianne Schlechter       | 02     |
| 40.  | Christa Kinshofer         | 01     |
| 40.  | Muriel Mandrillon         | 01     |

### Abfahrt
| Rang | Athlet            | Punkte |
| ---- | ----------------- | ------ |
| 1    | Franz Klammer     | 125    |
| 2    | Josef Walcher     | 101    |
| 3    | Bernhard Russi    | 085    |
| 4    | Ernst Winkler     | 064    |
| 5    | Herbert Plank     | 056    |
| 6    | Sepp Ferstl       | 046    |
| 7    | Werner Grissmann  | 045    |
| 8    | René Berthod      | 035    |
| 8    | Peter Wirnsberger | 035    |
| 10   | Peter Fischer     | 034    |

| Rang | Athletin                  | Punkte |
| ---- | ------------------------- | ------ |
| 1    | Brigitte Totschnig        | 143    |
| 2    | Annemarie Moser-Pröll     | 118    |
| 3    | Marie-Theres Nadig        | 096    |
| 4    | Evi Mittermaier           | 077    |
| 5    | Bernadette Zurbriggen     | 063    |
| 6    | Nicola Spieß              | 060    |
| 7    | Irene Epple               | 043    |
| 8    | Elena Matous              | 033    |
| 9    | Brigitte Kerscher-Schroll | 026    |
| 10   | Cindy Nelson              | 022    |

### Riesenslalom
| Rang | Athlet           | Punkte |
| ---- | ---------------- | ------ |
| 1    | Heini Hemmi      | 115    |
| 2    | Ingemar Stenmark | 115    |
| 3    | Klaus Heidegger  | 100    |
| 4    | Phil Mahre       | 072    |
| 5    | Piero Gros       | 070    |
| 6    | Christian Hemmi  | 065    |
| 7    | Hans Hinterseer  | 053    |
| 8    | Willi Frommelt   | 040    |
| 9    | Manfred Brunner  | 032    |
| 10   | Gustav Thöni     | 029    |

| Rang | Athletin              | Punkte |
| ---- | --------------------- | ------ |
| 1    | Lise-Marie Morerod    | 165    |
| 2    | Monika Kaserer        | 097    |
| 3    | Annemarie Moser-Pröll | 064    |
| 4    | Kathy Kreiner         | 062    |
| 5    | Brigitte Totschnig    | 039    |
| 5    | Abigail Fisher        | 039    |
| 7    | Lea Sölkner           | 036    |
| 8    | Becky Dorsey          | 031    |
| 8    | Fabienne Serrat       | 031    |
| 8    | Hanni Wenzel          | 031    |

### Slalom
| Rang | Athlet               | Punkte |
| ---- | -------------------- | ------ |
| 1    | Ingemar Stenmark     | 125    |
| 2    | Klaus Heidegger      | 091    |
| 3    | Paul Frommelt        | 077    |
| 4    | Piero Gros           | 076    |
| 5    | Gustav Thöni         | 063    |
| 6    | Franco Bieler        | 058    |
| 7    | Fausto Radici        | 053    |
| 8    | Walter Tresch        | 034    |
| 9    | Christian Neureuther | 030    |
| 10   | Hans Hinterseer      | 028    |

| Rang | Athletin            | Punkte |
| ---- | ------------------- | ------ |
| 1    | Lise-Marie Morerod  | 106    |
| 2    | Perrine Pelen       | 105    |
| 3    | Claudia Giordani    | 096    |
| 4    | Monika Kaserer      | 072    |
| 5    | Hanni Wenzel        | 057    |
| 6    | Regina Sackl        | 056    |
| 7    | Fabienne Serrat     | 049    |
| 8    | Patricia Emonet     | 041    |
| 9    | Pamela Behr         | 040    |
| 10   | Christa Zechmeister | 030    |

## Podestplatzierungen Herren

### Abfahrt
| Datum      | Ort                          | 1. Platz          | 2. Platz         | 3. Platz          |
| ---------- | ---------------------------- | ----------------- | ---------------- | ----------------- |
| 17.12.1976 | Gröden (ITA)                 | Franz Klammer     | Herbert Plank    | Erik Håker        |
| 18.12.1976 | Gröden (ITA)                 | Franz Klammer     | Josef Walcher    | Bernhard Russi    |
| 08.01.1977 | Garmisch-Partenkirchen (FRG) | Franz Klammer     | Ernst Winkler    | Peter Wirnsberger |
| 15.01.1977 | Kitzbühel (AUT)              | Franz Klammer     | René Berthod     | Bernhard Russi    |
| 22.01.1977 | Wengen (SUI)                 | Franz Klammer     | Sepp Ferstl      | Bernhard Russi    |
| 30.01.1977 | Morzine (FRA)                | Bernhard Russi    | Josef Walcher    | Ernst Winkler     |
| 31.01.1977 | Morzine (FRA)                | Josef Walcher     | Herbert Plank    | Bernhard Russi    |
| 18.02.1977 | Laax (SUI)                   | Franz Klammer     | Sepp Ferstl      | Bernhard Russi    |
| 12.03.1977 | Heavenly Valley (USA)        | Josef Walcher     | Werner Grissmann | Bernhard Russi    |
| 13.03.1977 | Heavenly Valley (USA)        | Bartl Gensbichler | Ernst Winkler    | Peter Fischer     |

### Riesenslalom
| Datum      | Ort                          | 1. Platz         | 2. Platz         | 3. Platz        |
| ---------- | ---------------------------- | ---------------- | ---------------- | --------------- |
| 10.12.1976 | Val-d’Isère (FRA)            | Phil Mahre       | Ingemar Stenmark | Klaus Heidegger |
| 12.12.1976 | Val-d’Isère (FRA)            | Heini Hemmi      | Piero Gros       | Phil Mahre      |
| 02.01.1977 | Ebnat-Kappel (SUI)           | Heini Hemmi      | Christian Hemmi  | Gustav Thöni    |
| 09.01.1977 | Garmisch-Partenkirchen (FRG) | Klaus Heidegger  | Heini Hemmi      | Willi Frommelt  |
| 24.01.1977 | Adelboden (SUI)              | Heini Hemmi      | Ingemar Stenmark | Klaus Heidegger |
| 25.02.1977 | Furano (JPN)                 | Hans Hinterseer  | Manfred Brunner  | Ernst Good      |
| 06.03.1977 | Sun Valley (USA)             | Ingemar Stenmark | Christian Hemmi  | Heini Hemmi     |
| 17.03.1977 | Voss (NOR)                   | Klaus Heidegger  | Piero Gros       | Phil Mahre      |
| 21.03.1977 | Åre (SWE)                    | Ingemar Stenmark | Klaus Heidegger  | Miloslav Sochor |
| 25.03.1977 | Sierra Nevada (ESP)          | Ingemar Stenmark | Heini Hemmi      | Christian Hemmi |

### Slalom
| Datum      | Ort                        | 1. Platz         | 2. Platz         | 3. Platz             |
| ---------- | -------------------------- | ---------------- | ---------------- | -------------------- |
| 19.12.1976 | Madonna di Campiglio (ITA) | Fausto Radici    | Piero Gros       | Gustav Thöni         |
| 03.01.1977 | Laax (SUI)                 | Ingemar Stenmark | Paul Frommelt    | Walter Tresch        |
| 10.01.1977 | Berchtesgaden (FRG)        | Ingemar Stenmark | Klaus Heidegger  | Alois Morgenstern    |
| 16.01.1977 | Kitzbühel (AUT)            | Ingemar Stenmark | Piero Gros       | Franco Bieler        |
| 23.01.1977 | Wengen (SUI)               | Ingemar Stenmark | Paul Frommelt    | Klaus Heidegger      |
| 06.02.1977 | St. Anton am Arlberg (AUT) | Ingemar Stenmark | Klaus Heidegger  | Paul Frommelt        |
| 27.02.1977 | Furano (JPN)               | Klaus Heidegger  | Ingemar Stenmark | Bruno Nöckler        |
| 05.03.1977 | Sun Valley (USA)           | Phil Mahre       | Ingemar Stenmark | Steve Mahre          |
| 18.03.1977 | Voss (NOR)                 | Ingemar Stenmark | Piero Gros       | Christian Neureuther |
| 20.03.1977 | Åre (SWE)                  | Ingemar Stenmark | Franco Bieler    | Gustav Thöni         |

### Kombination
| Datum          | Ort                                 | 1. Platz      | 2. Platz      | 3. Platz      |
| -------------- | ----------------------------------- | ------------- | ------------- | ------------- |
| 15./16.01.1977 | Kitzbühel (AUT)                     | Gustav Thöni  | Walter Tresch | Anton Steiner |
| 22./23.01.1977 | Wengen (SUI)                        | Walter Tresch | Gustav Thöni  | Sepp Ferstl   |
| 06./18.02.1977 | Laax/St. Anton am Arlberg (SUI/AUT) | Sepp Ferstl   | Peter Lüscher | Franz Klammer |

## Podestplatzierungen Damen

### Abfahrt
| Datum      | Ort                          | 1. Platz              | 2. Platz                        | 3. Platz              |
| ---------- | ---------------------------- | --------------------- | ------------------------------- | --------------------- |
| 15.12.1976 | Cortina d’Ampezzo (ITA)      | Annemarie Moser-Pröll | Elena Matous                    | Brigitte Totschnig    |
| 20.12.1976 | Zell am See (AUT)            | Brigitte Totschnig    | Annemarie Moser-Pröll           | Nicola Spieß          |
| 21.12.1976 | Zell am See (AUT)            | Brigitte Totschnig    | Marie-Theres Nadig Nicola Spieß |                       |
| 08.01.1977 | Pfronten (FRG)               | Annemarie Moser-Pröll | Marie-Theres Nadig              | Irene Epple           |
| 11.01.1977 | Garmisch-Partenkirchen (FRG) | Annemarie Moser-Pröll | Bernadette Zurbriggen           | Marie-Theres Nadig    |
| 18.01.1977 | Schruns (AUT)                | Bernadette Zurbriggen | Evi Mittermaier                 | Marie-Theres Nadig    |
| 25.01.1977 | Crans-Montana (SUI)          | Brigitte Totschnig    | Evi Mittermaier                 | Annemarie Moser-Pröll |
| 12.03.1977 | Heavenly Valley (USA)        | Brigitte Totschnig    | Evi Mittermaier                 | Doris De Agostini     |

### Riesenslalom
| Datum      | Ort                 | 1. Platz           | 2. Platz           | 3. Platz              |
| ---------- | ------------------- | ------------------ | ------------------ | --------------------- |
| 09.12.1976 | Val-d’Isère (FRA)   | Lise-Marie Morerod | Abigail Fisher     | Annemarie Moser-Pröll |
| 11.12.1976 | Courmayeur (ITA)    | Brigitte Totschnig | Lea Sölkner        | Hanni Wenzel          |
| 20.01.1977 | Arosa (SUI)         | Lise-Marie Morerod | Kathy Kreiner      | Monika Kaserer        |
| 29.01.1977 | Megève (FRA)        | Monika Kaserer     | Lise-Marie Morerod | Annemarie Moser-Pröll |
| 02.02.1977 | Maribor (SLO)       | Lise-Marie Morerod | Monika Kaserer     | Fabienne Serrat       |
| 27.02.1977 | Furano (JPN)        | Monika Kaserer     | Lise-Marie Morerod | Annemarie Moser-Pröll |
| 06.03.1977 | Sun Valley (USA)    | Lise-Marie Morerod | Kathy Kreiner      | Abigail Fisher        |
| 24.03.1977 | Sierra Nevada (ESP) | Lise-Marie Morerod | Ingrid Eberle      | Ursula Konzett        |

### Slalom
| Datum      | Ort                           | 1. Platz           | 2. Platz              | 3. Platz         |
| ---------- | ----------------------------- | ------------------ | --------------------- | ---------------- |
| 16.12.1976 | Cortina d’Ampezzo (ITA)       | Lise-Marie Morerod | Hanni Wenzel          | Claudia Giordani |
| 03.01.1977 | Oberstaufen (FRG)             | Lise-Marie Morerod | Hanni Wenzel          | Patricia Emonet  |
| 19.01.1977 | Schruns (AUT)                 | Lise-Marie Morerod | Fabienne Serrat       | Pamela Behr      |
| 26.01.1977 | Crans-Montana (SUI)           | Perrine Pelen      | Lise-Marie Morerod    | Fabienne Serrat  |
| 28.01.1977 | Saint-Gervais-les-Bains (FRA) | Perrine Pelen      | Patricia Emonet       | Monika Kaserer   |
| 01.02.1977 | Maribor (SlO)                 | Claudia Giordani   | Monika Kaserer        | Perrine Pelen    |
| 26.02.1977 | Furano (JPN)                  | Regina Sackl       | Annemarie Moser-Pröll | Claudia Giordani |
| 05.03.1977 | Sun Valley (USA)              | Perrine Pelen      | Claudia Giordani      | Monika Kaserer   |

### Kombination
| Datum          | Ort                     | 1. Platz              | 2. Platz              | 3. Platz       |
| -------------- | ----------------------- | --------------------- | --------------------- | -------------- |
| 15./16.12.1976 | Cortina d’Ampezzo (ITA) | Annemarie Moser-Pröll | Lise-Marie Morerod    | Hanni Wenzel   |
| 18./19.01.1977 | Schruns (AUT)           | Hanni Wenzel          | Lise-Marie Morerod    | Monika Kaserer |
| 25./26.01.1977 | Crans-Montana (SUI)     | Marie-Theres Nadig    | Annemarie Moser-Pröll | Hanni Wenzel   |

## Nationencup
| Rang | Land               | Punkte |
| ---- | ------------------ | ------ |
| 1    | Österreich         | 1903   |
| 2    | Schweiz            | 1151   |
| 3    | Italien            | 688    |
| 4    | BR Deutschland     | 422    |
| 5    | Schweden           | 364    |
| 6    | Liechtenstein      | 358    |
| 7    | Frankreich         | 309    |
| 8    | Vereinigte Staaten | 300    |
| 9    | Kanada             | 69     |
| 10   | Iran               | 39     |
| 11   | Tschechoslowakei   | 24     |
| 12   | Norwegen           | 21     |
| 13   | Jugoslawien        | 15     |
| 14   | Japan              | 4      |
| 15   | Australien         | 3      |
| 16   | Bulgarien          | 1      |

| Rang | Land               | Punkte |
| ---- | ------------------ | ------ |
| 1    | Österreich         | 1001   |
| 2    | Schweiz            | 602    |
| 3    | Italien            | 567    |
| 4    | Schweden           | 364    |
| 5    | BR Deutschland     | 200    |
| 6    | Liechtenstein      | 193    |
| 7    | Vereinigte Staaten | 144    |
| 8    | Tschechoslowakei   | 24     |
| 9    | Norwegen           | 21     |
| 10   | Jugoslawien        | 15     |
| 11   | Kanada             | 4      |
| 11   | Japan              | 4      |
| 13   | Australien         | 3      |
| 14   | Bulgarien          | 1      |
| 14   | Frankreich         | 1      |

| Rang | Land               | Punkte |
| ---- | ------------------ | ------ |
| 1    | Österreich         | 902    |
| 2    | Schweiz            | 549    |
| 3    | Frankreich         | 308    |
| 4    | BR Deutschland     | 222    |
| 5    | Liechtenstein      | 165    |
| 6    | Vereinigte Staaten | 156    |
| 7    | Italien            | 121    |
| 8    | Kanada             | 65     |
| 9    | Iran               | 39     |

## Statistik der Podestplätze
Angegeben werden die Anzahl Podestplätze je Land und Disziplin sowie die Gesamtanzahl.

### Damen
| Land | Land | 1. | 2. | 3. | Total |
| ---- | ---- | -- | -- | -- | ----- |
| 1    | AUT  | 12 | 8  | 10 | 30    |
| 2    | SUI  | 10 | 8  | 03 | 21    |
| 3    | FRA  | 03 | 2  | 04 | 09    |
| 4    | LIE  | 01 | 2  | 04 | 07    |
| 5    | ITA  | 01 | 1  | 02 | 04    |
| 6    | FRG  | 0– | 3  | 02 | 05    |
| 7    | CAN  | 0– | 2  | 0– | 02    |
| 8    | USA  | 0– | 1  | 01 | 02    |
| 9    | IRN  | 0– | 1  | 01 | 01    |

| Land | Land | 1. | 2. | 3. |
| ---- | ---- | -- | -- | -- |
| 1    | AUT  | 7  | 2  | 3  |
| 2    | SUI  | 1  | 3  | 3  |
| 3    | FRG  | –  | 3  | 1  |
| 4    | IRN  | –  | 1  | –  |

| Land | Land | 1. | 2. | 3. |
| ---- | ---- | -- | -- | -- |
| 1    | SUI  | 5  | 2  | –  |
| 2    | AUT  | 3  | 3  | 4  |
| 3    | CAN  | –  | 2  | –  |
| 4    | USA  | –  | 1  | 1  |
| 5    | LIE  | –  | –  | 2  |
| 6    | FRA  | –  | –  | 1  |

| Land | Land | 1. | 2. | 3. |
| ---- | ---- | -- | -- | -- |
| 1    | FRA  | 3  | 2  | 3  |
| 2    | SUI  | 3  | 1  | –  |
| 3    | AUT  | 1  | 2  | 2  |
| 4    | ITA  | 1  | 1  | 2  |
| 5    | LIE  | –  | 2  | –  |
| 6    | FRG  | –  | –  | 1  |

| Land | Land | 1. | 2. | 3. |
| ---- | ---- | -- | -- | -- |
| 1    | SUI  | 1  | 2  | –  |
| 2    | AUT  | 1  | 1  | 1  |
| 3    | LIE  | 1  | –  | 2  |

### Herren
| Land | Land | 1. | 2. | 3. | Total |
| ---- | ---- | -- | -- | -- | ----- |
| 1    | AUT  | 13 | 9  | 08 | 30    |
| 2    | SWE  | 10 | 4  | 0– | 14    |
| 3    | SUI  | 05 | 7  | 10 | 22    |
| 4    | ITA  | 02 | 9  | 05 | 16    |
| 5    | USA  | 02 | –  | 03 | 05    |
| 6    | FRG  | 01 | 2  | 03 | 06    |
| 7    | LIE  | 0– | 2  | 02 | 04    |
| 8    | NOR  | –  | –  | 01 | 01    |
| 8    | TCH  | –  | –  | 01 | 01    |

| Land | Land | 1. | 2. | 3. |
| ---- | ---- | -- | -- | -- |
| 1    | AUT  | 9  | 5  | 2  |
| 2    | SUI  | 1  | 1  | 6  |
| 3    | FRG  | –  | 2  | 1  |
| 4    | ITA  | –  | 2  | –  |
| 5    | NOR  | –  | –  | 1  |

| Land | Land | 1. | 2. | 3. |
| ---- | ---- | -- | -- | -- |
| 1    | SUI  | 3  | 4  | 3  |
| 2    | AUT  | 3  | 2  | 2  |
| 3    | SWE  | 3  | 2  | –  |
| 4    | USA  | 1  | –  | 2  |
| 5    | ITA  | –  | 2  | 1  |
| 6    | LIE  | –  | –  | 1  |
| 6    | TCH  | –  | –  | 1  |

| Land | Land | 1. | 2. | 3. |
| ---- | ---- | -- | -- | -- |
| 1    | SWE  | 7  | 2  | –  |
| 2    | ITA  | 1  | 4  | 4  |
| 3    | AUT  | 1  | 2  | 2  |
| 4    | USA  | 1  | –  | 1  |
| 5    | LIE  | –  | 2  | 1  |
| 6    | FRG  | –  | –  | 1  |
| 6    | SUI  | –  | –  | 1  |

| Land | Land | 1. | 2. | 3. |
| ---- | ---- | -- | -- | -- |
| 1    | SUI  | 1  | 2  | –  |
| 2    | ITA  | 1  | 1  | –  |
| 3    | FRG  | 1  | –  | 1  |
| 4    | AUT  | –  | –  | 2  |

## Saisonverlauf

### Punktevergabe
Wiederum gab es eine Aufteilung der Saison in zwei Perioden hinsichtlich der Punkte für den Gesamt-Weltcup. Bei den Herren lief die erste Periode bis 24. Januar (Riesenslalom Adelboden), bei den Damen bis 26. Januar (Bewerbe in Crans-Montana). Im Disziplinen-Weltcup zählten die besten fünf Resultate; die Kombinationen zählten zwar im Rahmen der „Perioden-Wertungen“ für den Gesamt-Weltcup, es gab aber keine eigene „kleine Kristallkugel“.

### Weltcupentscheidungen
Die Disziplinenwertung im Herren-Riesenslalom wurde im letzten Rennen in der Sierra Nevada entschieden, wobei ein enges Rennen zwar Ingemar Stenmark als Rennsieger hervorbrachte, der somit auf 115 Punkte kam, aber mit Rang 2 erreichte auch Heini Hemmi diese Punktezahl, die ihm zum Gewinn der kleinen Kristallkugel verhalf; ausschlaggebend war die höhere Zahl an Streichpunkten (15 zu 9).
Nationencup:

Trost für den ÖSV war, dass der Nationencup bei den Damen und Herren gewonnen wurde, außerdem überlegener, als man zu hoffen gewagt hatte. Nur zu diesem Nationencup zählten auch noch die auf den Hängen von Sol y Neve (Sierra Nevada) ausgetragenen Parallel-Slaloms für Damen und Herren. Bei den Damen gewann am 26. März Christa Zechmeister (es war dies der einzige Saisonsieg für den DSV); die weiteren Ränge: Nadig, Moser-Pröll, Eberle, Morerod, Kaserer, Bernadette Zurbriggen, Habersatter, Spieß, Kreiner, am 27. März gewann Manfred Brunner vor Heidegger, Nöckler, Stock, W Frommelt, Mahre, Neureuther, H. Hemmi, Tresch.

### Programmänderungen, Verlegung von Rennen
Starke Schneefälle seit 6. Dezember verhinderten nicht nur ein weiteres Training in Val-d’Isère, sondern be- und verhinderten die Durchführung der Abfahrten. Die Abfahrt der Damen am 8. Dezember musste (als Elfi Deufl vor Brigitte Habersatter führte), abgebrochen (es war dies der erste Abbruch eines Rennens in der elfjährigen Weltcupgeschichte) und der Herren abgesagt werden zwar war die Damenabfahrt vorerst noch für den 10. Dezember geplant (u. zw. zwischen den beiden Durchgängen des auch an diesem Tag angesetzten Herren-Riesenslaloms), doch letztlich wurden beide Abfahrten andernorts gefahren; die Damen holten sie am 20. Dezember in Zell am See nach; die Herrenabfahrt, vorerst für 11. Dezember programmiert (und hier durch einen zweiten Riesenslalom ersetzt – vorerst spukte auch ein Vorschlag des italienischen Mannschaftsführers Mario Cotelli im Raum, eine Sprintabfahrt in zwei Durchgängen zu veranstalten), am 17. Dezember in Gröden (Da am 12. Dezember in Val-d’Isère ein zweiter Riesenslalom gefahren worden war, entfiel anderseits jener am 18. Dezember in Gröden geplante, d. h. es war dies praktisch der Tausch mit der Abfahrt.)
Die für 5. Februar geplante Kandahar-Abfahrt in St. Anton am Arlberg musste letztlich nach Laax verlegt werden, womit diese Weltcupstation nochmals nach dem Slalom am 3. Januar an die Reihe kam; zuerst gab es ein Notprogramm (Verschiebungen auf 6., 7. und sogar 8. Februar waren vorgesehen), doch bereits am 7. Februar kam die endgültige Absage. So wurde auch die Kombination, nachdem der Slalom am 6. Februar in St. Anton gefahren worden war, erst in Laax entschieden. Es gab sogar gleich nach der Entscheidung für Laax die Überlegung, dass dort auch vorsorglich eine der in den USA geplanten Abfahrten austragen sollte.
Hinsichtlich der USA-Abfahrtsrennen nannte der ÖSV als mögliche Ersatzorte Bad Kleinkirchheim (Herren) und Bad Gastein (Damen). Mitte Februar zeigten sich die Pisten in Sun Valley und Heavenly Valley, wo die USA-Rennen geplant waren, schneefrei. Damit verbunden war aus österreichischer Sicht auch die Frage aufgetaucht, ob Franz Klammer die Reise in die USA antreten sollte, wenn es dort keine Abfahrten gäbe. Erst am 28. Februar gab es «Grünes Licht» für Heavenly, weil es genügend geschneit hatte. Nur im oberen Streckenteil mangelte es nach wir vor an Schnee, so dass bezüglich der Herrenabfahrt eine Kürzung von 700 Metern erfolgen musste und die Strecke nun gleich lang wie jene bei den Damen war. Der ÖSV protestierte vorerst wegen dieser kürzeren Strecke bei der FIS («es gäbe nicht die lt. FIS-Reglement erforderliche Höhendifferenz von 750 m, außerdem fehlten 25 bis 50 m an Länge, dadurch sei Franz Klammer benachteiligt»), doch zog er denselben am nächsten Tag zurück. Ausschlaggebend waren auch finanzielle Aspekte. Gänzlich rissen die Diskussionen weiterhin nicht ab, weil es Sicherheitsbedenken gab (neben der Strecke läge zu wenig Schnee und es gäbe Bäume und Felsen). Außerdem gab es keine genauen Angaben über die Höhendifferenz (625 bis 645 m) und Streckenlänge, bei der sich die Zahl 2100 m «einpendelte». Der Probleme nicht genug, fiel bei den Zeitläufen am 11. März auch noch die Zeitnehmung aus.
Letztlich gab es auch noch eine Leermeldung zur zweiten Damenabfahrt in Heavenly am 13. März, denn diese musste wegen zu starker Windstürme bei Start-Nr. 35 abgebrochen werden und wurde nicht gewertet (und es gab keinen Ersatz dafür). Zum Zeitpunkt des Abbruchs lagen die beiden Schweizerinnen Nadig und De Agostini vor Martina Ellmer voran, während Habersatter 10 Sekunden Rückstand aufwies und Moser-Pröll überhaupt aufgegeben hatte.

### Premierensiege
Chronologisch gereiht waren es Phil Mahre (Riesenslalom am 10. Dezember in Val-d’Isère), Klaus Heidegger (Riesenslalom am 9. Januar in Garmisch-Partenkirchen); kurios war, dass er erst vor den ab 9. Februar beginnenden österreichischen Skimeister offiziell vom B- in den A-Kader aufgenommen wurde (zudem hatte er kurzfristig in der Saison sogar Chancen auf den Disziplinensieg im Riesenslalom und auch Gesamt-Weltcupsieg), Josef Walcher (Abfahrt am 31. Januar in Morzine), Sepp Ferstl (Kombination Laax/St. Anton am Arlberg am 6./18. Februar – damit auch erster Kombi-Sieg für Deutschlands Herren) und Bartl Gensbichler (Abfahrt am 13. März in Heavenly Valley) bzw. Perrine Pelen (Slalom Crans-Montana am 26. Januar; sie hatte bereits im ersten Saisonslalom ihr Talent bewiesen, als sie mit Nr. 55 auf Rang 8 gefahren war.) und Regina Sackl (Slalom Furano am 26. Februar).

### Rücktritte
Ernst Good, Thomas Hauser, Engelhard Pargätzi, Walter Tresch bzw. Ingrid Gfölner.

### Erwähnenswertes
- Bei den Damen war mit Annemarie Moser-Pröll (nach derer aus privaten Gründen eingelegter einjährigen Rennpause) wieder dabei, anderseits hatte eine andere Top-Läuferin, die Vorjahrs-Gesamt-Weltcupgewinnerin Rosi Mittermaier, ihre Karriere beendet.
 Hinsichtlich Moser-Pröll gab es doch vorerst noch einige Hürden. Und es gab sogar Meldungen, dass sie Profi werden würde. Ihre Rückkehr war ein wichtiges Thema bei der Hauptversammlung des ÖSV am 6. November. Es hatte für ihren Amateurstatus auch einer Zustimmung der FIS bedurft (auch wegen der von ihr in ihre Rennpause durchgeführten Aufnahmen von Werbespots, wobei sie die vereinnahmten Entgelte zurückgezahlt hatte), welche von dieser bei einer Tagung in Tiflis erteilt wurde.[29][30][31][32][33][34] Sie fügte sich aber praktisch nahtlos in die Mannschaft ein; Bedenken, sie müsste sich da erst Fitness- oder sonstigen Tests unterziehen, waren gleich verflogen. Sie hatte beim Herrentraining auf der Planai teilgenommen, für die am 8. Dezember geplante Val d'Isère-Abfahrt erzielte sie am 6. Dezember zweimal Bestzeit[35][36]
- Erwin Stricker meldete sich vor der Saison mit der Forderung nach einem «Vetorecht» für die Rennfahrer zu Wort, wonach es eine Startverhinderung bei Schlechtwetter geben sollte[37]
- Bekannt wurde auch, dass Olympiasieger Heini Hemmi eine so genannte «B-Lizenz» besitzt, wonach für ihn weitere Teilnahmen an Olympischen Spielen ausgeschlossen sind[38]
- Gustav Thöni gelang mit dem Kombinationserfolg in Kitzbühel (16. Januar) sein 24. (und letzter) Weltcup-Sieg, womit er weiterhin die meisten Weltcup-Siege am Konto hatte, an zweiter Stelle lagen Franz Klammer und Ingemar Stenmark mit 21 Siegen. Beide hatten mächtig aufgeholt: Der Schwede mit zuvor 11 Siegen hatte Karl Schranz und Piero Gros (je 12), Jean-Noël Augert (15) und Jean-Claude Killy (18) überholt, Klammer hatte mit sechs Abfahrtssiegen ebenfalls geglänzt.

### Sonstige Geschehnisse
- Die am 15. Dezember in Cortina d’Ampezzo gefahrene Damenabfahrt musste wegen Schneemangels im unteren Streckenteil verkürzt werden[39] und der erste Slalomdurchgang am 16. Dezember begann wegen Vorgabe durch die Eurovision bereits um 9 Uhr.[40]
- Angesichts der Schwierigkeit der Piste in Gröden zogen 18 Läufer nach der Besichtigung ihre Nennung für die Abfahrt am 17. Dezember zurück.[41]
- Ken Read war nach längerer Abwesenheit erst wieder bei der Abfahrt in Laax dabei. Er erzielte im ersten Training am 16. Februar sogar Bestzeit, anderseits rätselte Franz Klammer nach Rang 32 im Abschlusstraining. So kam sein Rennsieg, den er sich im Schlussabschnitt holte (er war Dritter bei der Zwischenzeit gewesen), nicht ganz erwartet. – Die Radioübertragung auf dem österreichischen Sender Ö3 konnte nur über Telefonleitung abgewickelt werden.[42][43][44]
- Für Franz Klammer gab es am 20. Februar ein familiäres Schockerlebnis, denn sein jüngerer Bruder Klaus stürzte bei einem FIS-Abfahrtslauf in Lienz schwer. Die Folge war eine Lähmung, die ihn in den Rollstuhl fesselte.[45][46]
- Zu den Technikbewerben für Damen und Herren in Furano vom 25. bis 27. Februar entsandten die europäischen Verbände nur einen kleinen Kreis von chancenreichen Läufern, insgesamt waren es 51 Herren und 40 Damen (der ÖSV war mit 5 Herren und 6 Damen vertreten).[47][48]
- Der Herren-Riesenslalom in Sun Valley verlief für den ÖSV äußerst schlecht: Manfred Brunner war als Fünfzehnter der Beste von nur 3 ins Klassement gekommenen Fahrer.[49]
- Die Rennen in Åre konnten dadurch gerettet werden, dass pausenlos Schnee herangebracht wurde.[50]
- Den finalen Riesenslalom in der Sierra Nevada (auf der Piste «Sol y Neve», zu Deutsch «Sonne und Schnee») am 24. März musste Monika Kaserer auf den Skiern ihres Markenkollegen Hansi Hinterseer fahren, da ihre eigenen nicht eingetroffen waren.[51]

## Rennen außerhalb des Weltcups
Die Saison begann mit einer Reihe von Rennen im Rahmen der so genannten «World Series», u. zw. für die Herren am 28./29. November in Livigno mit einem Slalom und Riesenslalom mit jeweils Siegen von Ingemar Stenmark. Danach fuhren die Damen am 30. November und die Herren am 1. Dezember je einen Slalom in Aprica, wobei Lise-Marie Morerod bzw. erneut Stenmark gewannen. Weiter ging es nach Bormio, wo es am 2./3. Dezember Riesenslaloms gab. Es siegten Claudia Giordani bzw. zum vierten Mal Stenmark. Den Abschluss bildeten Parallel-Slaloms in St. Moritz (4./5. Dezember), wobei es nochmals einen Morerod-Sieg gab (nebenbei ging bei diesem Damenbewerb vor Rennbeginn das Starthäuschen in Flammen auf), während Walter Tresch Stenmark bezwingen konnte. Von all diesen Bewerben waren TV-Übertragungen geplant, doch die aus Bormio entfielen, weil keine Kameras montiert werden konnten Anzumerken ist, dass diese Rennen nicht zum Nationencup zählten (siehe Nationencup-Wertungen:).
- Aufgrund einer Idee der US-Mannschaftsführung gab es am 2. Januar in Oberstaufen einen „Länderkampf“ der österreichischen gegen die US-Läuferinnen in Form eines Parallelslaloms, der von Monika Kaserer vor weiteren drei Österreicherinnen gewonnen wurde. Als Draufgabe für das Publikum trat Rosi Mittermaier auch „parallel“ gegen Heidi Biebl an.[68]
- In der Woche nach dem Herrenslalom in St. Anton am Arlberg trugen die nationalen Verbände bereits ihre Meisterschaften aus, die Österreicher ab 9. Februar in Bad Kleinkirchheim[69][70][71][72][73]
- In Sun Valley gab es auch eine Kombinationswertung, bei der Stenmark vor Phil Mahre und Nöckler bzw. Morerod vor Fisher und Pelen siegten (siehe bitte Fußnote[74])